# Liste der Monuments historiques in Reilly
Die Liste der Monuments historiques in Reilly führt die Monuments historiques in der französischen Gemeinde Reilly auf.

## Liste der Bauwerke
| Bezeichnung       | Beschreibung                  | Standort | Kennzeichnung | Schutzstatus | Datum | Bild           |
| ----------------- | ----------------------------- | -------- | ------------- | ------------ | ----- | -------------- |
| Kirche St-Aubin   | Erbaut ab dem 12. Jahrhundert | (Lage)   | PA00114831    | Inscrit      | 1929  | weitere Bilder |
| Kapelle St-Germer | Erbaut im 14. Jahrhundert     | (Lage)   | PA00114830    | Inscrit      | 1929  | weitere Bilder |

## Liste der Objekte
- Monuments historiques (Objekte) in Reilly in der Base Palissy des französischen Kultusministeriums